# رابرت ویدال
رابرت والپول سیلی ویدال (به انگلیسی: Robert Walpole Sealy Vidal) (زاده ۳ سپتامبر ۱۸۵۳ - درگذشته	۵ نوامبر ۱۹۱۴) بازیکن فوتبال اهل انگلستان بود که سابقهٔ بازی در تیم ملی فوتبال انگلستان را در کارنامهٔ خود دارد. وی در تاریخ ۸ مارس ۱۸۷۳ تنها بازی ملی خود را در مقابل تیم ملی فوتبال اسکاتلند انجام داد.